# 슈퍼 해왕성
슈퍼 해왕성은 해왕성보다 모습과 특성이 비슷하지만 해왕성보다 질량과 크기가 더 큰 행성을 가리키는 단어이다. 목성형 행성과 마찬 가지로 가스 행성에 속한다.

## 특징
슈퍼 해왕성은 해왕성보다 더 거대한 행성이다. 이 행성들은 일반적으로 지구보다 약 5~7배 크고 약 20~80배으로 추정된 질량을 가진 행성으로 묘사된다. 이를 넘어서서 그들은 일반적으로 가스 거대 행성이라고 불린다. 이 질량 범위 내에 속하는 행성을 토성의 하위 영역이라고도 할 수 있다. 이런 종류의 행성에 대한 발견은 비교적 거의 없었다. 해왕성 같은 행성과 목성 같은 행성들 사이의 질량 격차는 약 20개 이상의 원행성들에게 발생하는 "달려진 점착" 때문에 존재하는 것으로 생각된다. MEarth—이 질량 임계값을 넘으면, 그들은 훨씬 더 많은 질량을 축적하고(중력이 질량 증가에 따라 증가하며, 축적 원반에 물질이 존재하기 때문에 그런 것이다.) 경우에 따라서는 목성 크기 이상의 행성으로 성장한다. 슈퍼 해왕성으로 알려진 대표적인 외계 행성의 예로는 케플러-101B, HAT-P-11B, K2-33B 등이 있다.

## 같이 보기
- 천문학
- 해왕성
- 가스행성